# 73687 Thomas Aquinas
73687 Thomas Aquinas este o planetă minoră (asteroid), cu un diametru de 4,317 km, din centura de asteroizi. A fost descoperită pe 10 octombrie 1990 la Thüringer Landessternwarte Tautenburg⁠(d) de Freimut Börngen. 
Obiectul prezintă o orbită caracterizată de o semiaxă mare de 2,5816784615517 UAi, o excentricitate de 0,15, o înclinație de 15,3 ° în raport cu ecliptica.